# Sjöfart och logistik
Sjöfart och logistik var en logistikutbildning på Chalmers tekniska högskola om 180 hp som ledde till en teknologie kandidatexamen. Utbildningen lades ner efter antagningen till hösten 2018 och från och med hösten 2019 startade istället den nya utbildningen Internationell logistik.